# Пищулин, Алексей Юрьевич
Алексей Юрьевич Пищулин (4 июля 1960, Москва) — художник, писатель, режиссёр, телепродюсер, с 2014 года — главный редактор журнала «Мир Музея», с 2022 года также директор Федерального центра гуманитарных практик РГГУ.

## Ранняя биография
Родился в Москве в 1960-м году. Отец — Юрий Петрович Пищулин, кандидат филологических наук. Мать — Наталия Николаевна Богданова, народный художник России, член-корреспондент Российской академии художеств.
В 1982-м году закончил с отличием художественный факультет Московского Полиграфического института по специальности «художник-график». Учился у Д. Д. Жилинского , Д. С. Бисти и Елены Черневич. В 1983-м вступил в Союз художников РФ. Работал с московскими издательствами, оформлял художественную литературу, участвовал в выставках и художественных группах. В 1982—1986 годах работал в области книжной и станковой графики.

## Телевидение
На телевидении с 1986 года. Сначала работал художником-постановщиком Главной Дирекции программ Центрального Телевидения СССР. Затем, после стажировки в США, на CBS (Нью-Йорк), с 1989 года — художественный руководитель Центра компьютерной графики ЦТ, руководитель творческой студии «Эфир». В 1990—1991 годах принимал участие в создании Российского телевидения, затем в разработке проекта «Первый канал ЦТ». С 1992 года — режиссер студии Никиты Михалкова «ТРИТЭ Видео». В 1993—1995 годах — режиссер студии Музыкальных программ телекомпании «Останкино», руководитель и режиссер программ «Империя зрелищ» и «Овация» (I канал, НТВ). В 1995—1996 годах — автор и режиссер еженедельной публицистической программы «Кто есть кто» (МТК). В 1996 году стал Генеральным продюсером Всемирного русского канала, а с 1997-го года — продюсер музыкального и художественного вещания НТВ, начальник отдела производства и приобретения программ, заместитель Главного продюсера НТВ. главный режиссёр, затем главный продюсер телеканала «ТВ Центр» (1999—2006); генеральный продюсер первого просветительского канала «Рамблер ТВ» (2006—2007); директор дирекции общественно-политических программ Первого канала (2007—2010). С 2018 года советник генерального директора холдинга Газпром-Медиа.
Автор сценария фильма «Георгий Жжёнов. Русский крест», снятого в 2003 году, Пищулин был удостоен российской национальной телевизионной премии за высшие достижения в области телевизионных искусств «ТЭФИ».
Академик Академии Российского телевидения. Автор и режиссёр медиапроекта «Мастерство».

## Автор, режиссёр и руководитель телевизионных программ
- «Киносерпантин» (1990)
- «Мужской разговор» (1991)
- «Овация» (1993—1995)
- «Кто есть кто в современном мире» (1996)
- «Третьего не дано» (1997)
- «Суд идёт!» (1998)
- «А у нас во дворе…» (2002)
- «Солнечный Круг» (2004—2006)
- «Не просмотрите!» (2007)
- «Здесь говорят по-русски» (2011).

## Создатель документальных фильмов и циклов
Алексей Пищулин как режиссёр снял более 20 документальных фильмов. Сам Алексей Пищулин говорит о документальном кино так:
Документальное кино – это способ прожить жизнь другого человека
.
Наиболее известными работами режиссёра Алексея Пищулина стали:
- «Жизнь Солженицына» (1998)- совместно с Леонидом Парфёновым, посвящен жизни Александра Солженицына
- «Живой Пушкин» (1999) (совместно с Л. Парфёновым) и посвящённый 200-летию Александра Пушкина.
- «Георгий Жженов. Русский крест» (2003). Алексей Пищулин был автором сценария этого фильма и получил за него премию ТЭФИ.
- «Неизвестная Европа»(2012) — документальный сериал, посвященный 12 христианским святыням Западной Европы.
- «Керенский. Последний хороший русский.» (2011) — фильм о Александре Керенском, во время работы над фильмом Пищулин встречался с внуком Керенского Стивеном[4].
- Династия (телесериал) (2013) — цикл из 12 фильмов, посвящен 400-летию дома Романовых.
- «Пушкина после Пушкина» (2015) — фильм о жизни вдовы Пушкина Наталье Гончаровой.

### Фильмография
- «Империя Зрелищ» (1993—1994)
- «Николай II. Круг жизни» (1998)
- «Жизнь Солженицына» (1998)
- «Живой Пушкин» (1999)
- «Стриндберг глазами русских» (1999)
- «Испытание Украиной» (2000)
- «Дмитрий Журавлёв» (2001)
- «Моё Переделкино» (2002)
- «Георгий Жжёнов. Русский крест» — сценарий (2003)
- «Сальвадор Дали в поисках неба» (2004)
- «Кто ты, Король Артур?» (2005),
- «Аза Тахо-Годи. Смысл и судьба» (2008),
- "Георгий Жжёнов. «Всё, что могу…» (2010)
- "Керенский: «последний хороший русский» (2011)
- «Старыя Русскiя» и «Новые русские» (2012)
- «Великие Праздники» (2012 г.)
- «Неизвестная Европа» (2012)
- «По следу Одина» (2013)
- «Династия» (ТВЦ, 2013)
- «Аланы. Новый завет» (2014)
- «Пушкина после Пушкина» (ТВЦ, 2015)
- «Вечные истории» (2015)
- «Андрей Болотов: рецепты счастья и плодородия» (2017)
- «Архангельский город: страж Севера» (2018)
- «Три восхождения со святым Паисием» (2018)
- «Один день аланского священника» (2019)
- «Вяземский десант: эпос, написанный кровью» (2021).

## Мир Музея
После смерти отца с 2014 года главный редактор ежемесячного журнала «Мир Музея», главный редактор публицистического альманаха «Инструментариум». Автор четырёх сборников художественной прозы. С 2022 года также возглавляет подразделение РГГУ — Федеральный центр гуманитарных практик.
Лауреат Золотой медали Московской духовной академии.
Женат, отец сыновей — Степана Неклюдова (родился в 1986 году) и Тихона Пищулина (родился в 2011 году).

## Книги Алексея Пищулина
- Пищулин А. Ю. Полтинник мелочью. — Москва: Бослен, 2010. — 315 с. — 500 экз. — ISBN 978-5-91187-108-6.
- Пищулин А. Ю. Выдвижные ящики. — Проспект, 2019. — 400 экз. — ISBN 978-5-99880-817-3.
- Пищулин А. Ю. Этюдник. — Москва: ДПК Пресс, 2021. — 400 экз. — ISBN 978-5-91976-186-0.
- Пищулин А. Ю. Простак на фоне неба. — М.: Издательские решения (по лицензии ridero), 2024. — 136 с. — ISBN 978-5-0064-9151-9.